# Villers-la-Ville (Haute-Saône)
Villers-la-Ville é uma comuna francesa na região administrativa de Borgonha-Franco-Condado, no departamento de Alto Sona. Estende-se por uma área de 5,87 km². Em 2010 a comuna tinha 153 habitantes (densidade: 26,1 hab./km²).